# 無敵!スケートボーダー ジェリー
無敵!スケートボーダー ジェリー（Xtreme Trouble）は、2007年11月3日に発表されたトムとジェリーテイルズの作品である。

## ストーリー
ジェリーがエサを狙おうとしているとトムに邪魔されたため、おもちゃの人形から衣服とスケートボードと衣服を奪ってトムから必死に逃れる。トムも負けじとローラースケート・自転車・バイクなどあらゆる手段でジェリーを追いかけ、両者戦いの舞台はやがてニューヨークのマンハッタンへと移る。
ジェリーはスケートボードに乗っているうちにチーズ運搬トラックを発見。そのチーズにありつこうとトムの攻撃から必死に逃れ、最終的にジェリーはそのチーズにありつくことができた。一方トムはジェリーを追いかけているうちにマンハッタンの川を航行するゴミ収集船に転落してしまい敗北に終わった。

## 登場キャラクター
トム
寝ていたところをジェリーに邪魔されたのをきっかけに追いかけっこを始め、その舞台はやがてニューヨークのマンハッタンへと移る。スケートボードに乗ったジェリーを捕まえるべくローラースケート・自転車・バイクなどあらゆる手段を駆使するも俊足のジェリーに追い付けず、一度捕まえてもすぐ逃げられてしまい、最後はマンハッタンの川を航行していたゴミ（産業廃棄物）収集船に転落し敗北に終わった。
ジェリー
エサを狙おうとするもトムに邪魔され、やがておもちゃの人形からスケートボード・衣服・ヘルメットを奪ってトムの攻撃から必死に逃れる。ニューヨークのマンハッタンへ出るとチーズ運搬トラックを見つけて一目惚れし、一度はトムに捕まるも巧みに逃れ、最終的に自身はトラックに積まれていたチーズにありつくことができた。
おもちゃの人形
自身が身に着けていた衣服・ヘルメット・スケートボードをジェリーに奪われ裸にされた。
ハト
ジェリーを追いかけているうちに工事現場へ停まっていたミキサー車へ突っ込み・生コンまみれになったトムの頭上に着地し、ソフトクリームを食べた。
ハエ
最後の場面で登場。ジェリー捕獲に失敗し・ゴミ収集船に積まれていたゴミの山へ転落したトムの周囲に群がった。